# Хостон
Хостон (африк. и англ. Hawston) — деревня на юго-западе Южно-Африканской Республики, на территории Западно-Капской провинции. Входит в состав района Оферберх. Является частью местного муниципалитета Оферстранд.

## Географическое положение
Деревня расположена в южной части провинции, на побережье бухты Гаррис Атлантического океана, на расстоянии приблизительно 52 километров (по прямой) к юго-востоку от Кейптауна, административного центра провинции. Абсолютная высота — 16 метров над уровнем моря.

## Климат
Климат деревни субтропический средиземноморский. Среднегодовое количество осадков — 512 мм. Наибольшее количество осадков выпадает в период с апреля по октябрь. Средний максимум температуры воздуха варьируется от 16,6 °C (в июле), до 25,7 °C (в феврале). Самым холодным месяцем в году является июль. Средняя минимальная ночная температура для этого месяца составляет 7 °C.

## Население
По данным официальной переписи 2011 года, население Хостона составляло 8214 человек, из которых мужчины составляли 48,6 %, женщины — соответственно 51,4 %. В расовом отношении цветные составляли 95,97 % от населения деревни, негры — 1,19 %, белые — 0,38 %, азиаты (в том числе индийцы) — 0,19 %, представители других рас — 2,26 %. Наиболее распространёнными среди жителей языками были: африкаанс (95,33 %) и английский (3,46 %).

## Транспорт
Через деревню проходит региональное шоссе R43.

## Известные уроженцы
- Аптон, Джио — регбист